# Norra Unnaryds distrikt
Norra Unnaryds distrikt är ett distrikt i Jönköpings kommun och Jönköpings län. 
Distriktet ligger i sydvästra delen av kommunen. 

## Tidigare administrativ tillhörighet
Distriktet inrättades 2016 och utgörs av socknen Norra Unnaryd i Jönköpings kommun.
Området motsvarar den omfattning Norra Unnaryds församling hade vid årsskiftet 1999/2000.